# Ліопельма
Ліопельма (Leiopelma) — рід земноводних родини Гладконоги ряду Безхвості. Має 7 видів (3 вимерлі). Інша назва «новозеландська жаба».

## Опис
Ці жаби належать до давнього та примітивного роду земноводних. За 200 мільйонів років вони мало змінилися. Це маленькі жаби — загальним розміром до 5 см. Спостерігається статевий диморфізм: самиці більші за самців. Голова широка. Немає зовнішньої вушної перетинки, зіниця кругла. Спинних хребців — 9. Верхня поверхня шкіри гладенька, або лише трошки бородавчаста. Самці від клоаки мають невеличкий відросток на кшталт хвоста. Але він присутній лише у молодих особин, у дорослих — зникає. Вони не квакають часто.
Забарвлення сірих, коричневих, бурих тонів переважно з темними плямочками.

## Спосіб життя
Полюбляють лісові місцини, тримаються поблизу води. Деякі види ведуть напівводний спосіб життя. Активні вночі. Під час стрибків падають не на лапи, а на черево. під час плавання використовують задні лапи, але не одночасно — почергово. Живляться безхребетними, як водними, так й наземними.
Це яйцекладні земноводні. У цього роду відбувається внутрішнє запліднення. У них немає пуголовків — з яйця вилуплюється повністю сформована жаба. Батьки піклуються за потомством.
Тривалість життя до 30 років.

## Розповсюдження
Мешкають у Новій Зеландії.

## Види
- Leiopelma archeyi
- Leiopelma hamiltoni
- Leiopelma hochstetteri
- Leiopelma pakeka
- †Leiopelma auroraensis
- †Leiopelma markhami
- †Leiopelma waitomoensis